# Mart de Kruif
Mart de Kruif (Apeldoorn, 1 september 1958) is een Nederlandse voormalig militair met de rang van luitenant-generaal in de Koninklijke Landmacht. Van 25 oktober 2011 tot en met 24 maart 2016 was hij commandant Landstrijdkrachten.

## Levensloop
De Kruif sloot in 1981 de Koninklijke Militaire Academie in Breda na vier jaar cum laude af. Na zijn afstuderen werd hij pelotonscommandant bij het Garderegiment Grenadiers (11 Painfbat, C-cie, 1 Pel). Later volgde hij ook de Führungsakademie van de Bundeswehr en het United States Army War College. Hij heeft diverse functies bij de Koninklijke Landmacht doorlopen. In 2007 werd hij bevorderd tot brigadegeneraal en benoemd tot commandant van 43 Gemechaniseerde Brigade in Havelte. Als commandant van 43 Gemechaniseerde Brigade was De Kruif in 2008 een van de initiators van het nieuwe CP-concept (Operationeel Stafconcept).
Op 1 november 2008 werd hij bevorderd tot generaal-majoor. Op dezelfde dag werd hij ISAF-commandant voor Zuid-Afghanistan (Regional Command South), als opvolger van de Canadese generaal-majoor Marc Lessard. Onder zijn commando breidde het aantal troepen van RC South uit tot 45.000. Op 1 november 2009 werd De Kruif als commandant opgevolgd door de Britse generaal-majoor Nick Carter.
Als verdienste voor zijn inzet als Commander Regional Command South ontving De Kruif op 29 mei 2010 een Koninklijke Onderscheiding. Hij werd benoemd tot commandeur in de Orde van Oranje-Nassau met de Zwaarden. Daarnaast heeft hij in het najaar van 2011 de Canadese Meritorious Service Medal ontvangen.
Van mei 2010 tot oktober 2011 vervulde De Kruif de functie van plaatsvervangend commandant Landstrijdkrachten, op het hoofdkwartier van de Koninklijke Landmacht te Utrecht. In die functie hield hij in 2010 een pleidooi om meer aandacht te besteden aan de kennis van de Engelse taal. Sindsdien is Engels de voertaal bij grote oefeningen. Op 25 oktober 2011 volgde De Kruif Rob Bertholee op als commandant Landstrijdkrachten, onder gelijktijdige bevordering tot luitenant-generaal. Dit commando droeg hij op 24 maart 2016 over aan luitenant-generaal Leo Beulen. Hierbij werd De Kruif door minister van Defensie Jeanine Hennis-Plasschaert onderscheiden met het Ereteken voor Verdienste in goud.
Op 24 januari 2014 is De Kruif benoemd tot officier in het Legioen van Eer. Hij ontving deze hoge Franse onderscheiding vanwege zijn inzet voor de goede verhoudingen tussen de landmachten van Nederland en Frankrijk. Tijdens de Waterloo-herdenking van de KL werd hij door zijn plaatsvervanger generaal-majoor Marc van Uhm onderscheiden met 'de Bronzen Soldaat' met bijbehorend gouden erekoord. In juli 2015 werd hij onderscheiden met het Duitse Groot Kruis van Verdienste met Ster voor zijn vergaande initiatieven tot samenwerking en integratie met de Duitse landmacht. Op 23 maart 2016, de dag voor zijn commando-overdracht, werd De Kruif onderscheiden met de US Legion of Merit in de rang van commandeur.
Hij is sinds 2022 regelmatig te gast bij Vandaag Inside als Ruslandkenner. Op 24 februari 2023, één jaar na het begin van de Russische invasie van Oekraïne, begon De Kruif samen met generaal buiten dienst Peter van Uhm de podcast Veldheren. Daarin bespreken de generaals, onder leiding van journalist Jos de Groot, de actuele ontwikkelingen in de oorlog in Oekraïne en in de oorlog tussen Israël en Hamas.

## Persoonlijk
De Kruif is getrouwd en heeft vier kinderen. Een van zijn zoons is Tom de Kruif, in 2017 geschiedenisleraar van het jaar. De Kruif woont in Gelderland. Hij is voorzitter van voetbalvereniging Hessen Combinatie '03, in Drempt (voorheen in Hoog-Keppel).

## Decoraties
Commandeur in de Orde van Oranje-Nassau met de Zwaarden

 Herinneringsmedaille Vredesoperaties met gesp ISAF (2x)

 Onderscheidingsteken voor Langdurige Dienst als officier met jaarteken XXXV

 Ereteken voor Verdienste in goud

 Inhuldigingsmedaille 2013

 Landmachtmedaille

 Vaardigheidsmedaille van de Nederlandse Sport Federatie (NSF)

 TMPT Kruis (KVNRO)

 NAVO-medaille voor Voormalig Joegoslavië

 NAVO non-artikel 5-medaille

 Großes Verdienstkreuz mit Stern (Groot Kruis van Verdienste met Ster) (Duitsland)

 Militair Kruis 1e klasse/Croix militaire de première classe (België)

 За вярна служба под знамената (“Za vyarna sluzhba pod znamenata”) (Orde van Trouwe Dienst onder de Vlag) (Bulgarije)

 Meritorious Service Medal/Médaille du service méritoire (Medaille van Verdienste) (Canada)

 Officier de la Légion d'honneur (Officier in het Legioen van Eer) (24 januari 2014) (Frankrijk)

 Commander in the Legion of Merit (Commandeur in het Legioen van Verdienste) (Verenigde Staten)
Verder is De Kruif gerechtigd tot het dragen van:

 Onderscheidingsteken Hogere Militaire Vorming (HMV) ('Gouden zon‘)

 United States Army War College (International Fellows badge) (VS)

 Führungsakademie der Bundeswehr Abzeichen (Duitsland)

 Leistungsabzeichen Stufe I in Bronze (Prestatieonderscheiding 1e niveau in brons) (Duitsland)
- “gouden” erekoord behorend bij de ‘Bronzen Soldaat’ (een gevlochten nestel van rood koord met goudkleurige draad)

### Bestseller 60
| Boeken met noteringen in de Nederlandse Bestseller 60 | Jaar van verschijnen | Datum van binnenkomst | Hoogste positie | Aantal weken | Opmerkingen                                       |
| ----------------------------------------------------- | -------------------- | --------------------- | --------------- | ------------ | ------------------------------------------------- |
| Veldheren                                             | 2024                 | 11-09-2024            | 47              | 1            | in samenwerking met Jos de Groot en Peter van Uhm |